# Willy Winterstein
Pour les articles homonymes, voir Winterstein.
Wilhelm Moritz « Willy » Winterstein est un directeur de la photographie autrichien, né le 4 juillet 1895 à Leitmeritz, Autriche-Hongrie, mort le 4 juillet 1965 à Handeloh (Basse-Saxe, Allemagne).

## Biographie
Au cinéma, après sa formation entamée en 1912, Willy Winterstein devient chef opérateur sur le film muet allemand Ernst ist das Leben de Fern Andra (avec la réalisatrice et Alfred Abel), sorti en 1916.
Suivent cent-soixante-seize autres films (majoritairement allemands, plus des films autrichiens et quelques coproductions), le dernier étant La Marraine de Charley de Géza von Cziffra (avec Peter Alexander), sorti en 1963.
Entretemps, mentionnons La Fille des marais de Detlef Sierck (1935, avec Friedrich Kayßler et Eduard von Winterstein), La Chauve-souris de Géza von Bolváry (1946, avec Willy Fritsch et Johannes Heesters) et Les Nuits du Perroquet vert de Georg Jacoby (1957, avec Marika Rökk et Dieter Borsche).
En outre, unique contribution à la télévision, Willy Winterstein est directeur de la photographie du téléfilm allemand Carrie d'Arthur Maria Rabenalt, diffusé le 30 septembre 1965, quasiment trois mois après sa mort, à 70 ans.

## Filmographie

### Cinéma (sélection)
- 1916 : Ernst ist das Leben de Fern Andra
- 1921 : Die Huronen d'Ernst Marischka
- 1928 : Le Drame du Mont-Cernin (Der Kampf unms Matterhorn) de Mario Bonnard et Nunzio Malasomma
- 1929 : L'Éternelle Idole (Der Mann, der nicht liebt) de Guido Brignone
- 1930 : Pension Schöller de Georg Jacoby
- 1931 : Danseuses pour Buenos Aires (Tänzerinnen für Süd-Amerika gesucht) de Jaap Speyer
- 1931 : Die spanische Fliege de Georg Jacoby
- 1934 : Herz ist Trump de Carl Boese
- 1935 : La Fille des marais (Das Mädchen vom Moorhof) de Detlef Sierck
- 1936 : Le cœur dispose de Georges Lacombe
- 1937 : Der Hund von Baskerville de Carl Lamac
- 1938 : Marajo, la lutte sans merci (Kautschuk) d'Eduard von Borsody
- 1939 : Kitty et la conférence mondiale (Kitty und die Weltkonferenz) d'Helmut Kautner
- 1939 : Nuits de Vienne (Opernball) de Géza von Bolváry
- 1940 : Achtung ! Feind hört mit ! d'Arthur Maria Rabenalt
- 1940 : Histoires viennoises (Wiener G' schichten) de Géza von Bolváry
- 1942 : Die heimliche Gräfin de Géza von Bolváry
- 1943 : Ich vertraue Dir meine Frau an de Kurt Hoffmann
- 1943 : Le Roi du cirque (Zirkus Renz) d'Arthur Maria Rabenalt
- 1946 : La Chauve-souris (Die Fledermaus) de Géza von Bolváry
- 1949 : Die letzte Nacht
- 1950 : Gabriela de Géza von Cziffra
- 1950 : Une fille du tonnerre (de) (Die Dritte von rechts) de Géza von Cziffra
- 1952 : Le Voleur de Bagdad (Die Diebin von Bagdad) de Carl Lamac
- 1952 : Ferien vom Ich de Hans Deppe
- 1952 : Wenn abends die Heide träumt de Paul Martin
- 1953 : L'Oiseleur (Der Vogelhändler) d'Arthur Maria Rabenalt
- 1953 : Fleur de Hawaï (Die Blume von Hawaii) de Géza von Cziffra
- 1953 : Das singende Hotel de Géza von Cziffra
- 1954 : Éternel amour (...und ewig bleibt die Liebe) de Wolfgang Liebeneiner
- 1954 : Tanz in der Sonne de Géza von Cziffra
- 1955 : Die spanische Fliege de Carl Boese
- 1955 : La Princesse et le Capitaine (Ihr Leibregiment) de Hans Deppe
- 1956 : Die gestohlene Hose de Géza von Cziffra
- 1956 : Der Fremdenführer von Lissabon de Hans Deppe
- 1957 : Viktor und Viktoria de Karl Anton
- 1957 : Der müde Theodor de Géza von Cziffra
- 1957 : Die große Chance de Hans Quest
- 1957 : Les Nuits du Perroquet vert (Nachts im Grünen Kakadu) de Georg Jacoby
- 1958 : Bühne frei für Marika de Georg Jacoby
- 1959 : Salem Aleikum de Géza von Cziffra
- 1959 : Le Phalène bleu (Der blaue Nachtfalter) de Wolfgang Schleif
- 1959 : Die Nacht vor der Premiere de Georg Jacoby
- 1960 : L'Ombre de l'étoile rouge (Nacht fiel über Gotenhafen) de Frank Wisbar
- 1960 : Pension Schöller de Georg Jacoby
- 1961 : Rêve de jeune fille de Géza von Cziffra
- 1962 : La Chauve-Souris (Die Fledermaus) de Géza von Cziffra
- 1962 : Kohlhiesels Töchter d'Axel von Ambesser
- 1962 : L'Oiseleur (Der Vogelhändler) de Géza von Cziffra
- 1963 : La Marraine de Charley (Charleys Tante) de Géza von Cziffra

### Télévision (intégrale)
- 1965 : Carrie, téléfilm d'Arthur Maria Rabenalt